# Нурканов, Жарасбай Анасович
Жарасбай Анасович Нурканов — журналист, поэт. Член Союза писателей Казахстана (1984).

## Биография
Родился 22 марта 1937 года в ауле Коктерек района Шал акына Северо-Казахстанской области. Там же учился в начальной школе, затем в соседнем ауле — в средней (его одношкольником был Герольд Бергер, позднее посвятивший Нурканову страницу в своих воспоминаниях Архивная копия от 11 января 2018 на Wayback Machine).
Окончил КазГНУ им. Аль-Фараби (1960). Трудовую деятельность начал в родной школе учителем (1962—1964).
В 1965—1966 гг. работал литературным сотрудником газеты Целинного края «Тың өлкесі».
В 1966—1974 гг. заведовал отделом Целиноградской областной газеты «Коммунизм нұры».
В 1974—1981 гг. — собственный корреспондент республиканской газеты «Социалистік Қазақстан» по Целиноградской области.
В 1981—1984 гг. — старший редактор издательства «Өнер», в 1984—1986 — старший редактор издательства «Жазушы».
С 1987 года на творческой работе.
Умер 31 мая 2011 года в Астане.

## Произведения
- Глубокая разведка : Стихи и поэмы / Жарасбай Нурканов; [Худож. К. Утебаев]. — Алма-Ата : Жазушы, 1987. — 99,[2] с. : ил.; 17 см.
- Терең барлау: Өлеңдер мен поэмалар / Ж. Нұрқанов. — Алматы: Жазушы, 1987. — 104 б.
- Алтын десте: Өлеңдер/ Ж. Нұрқанов. — Алматы: Жазушы, 1977. — 56 бет.
- Арманым менің: Өлеңдер/ Ж. Нұрқанов. — Алматы: Жалын, 1980. — 48 бет.
- Нұрлы терезе: Өлеңдер мен поэма/ Ж. Нұрқанов. — Алматы: Жазушы, 1971. — 64 бет.
- Көкжиек: таңдамалы шығармалар. — Астана: Астана полиграфия, 2013. — 360 б..: 1 б. портр.
- Қызылжар / [кұраст. акынның жары Қ. Нұрқанова]. — Алматы: Қазығурт, 2012. — 384 бет. — (Жаңа заман әдебиеті. Поэзия)